# Look (Zigarettenmarke)
Look ist eine Zigarettenmarke der dänischen Firma House of Prince und ist vor allem im skandinavischen Raum verbreitet. 

## Tabak
Als Tabaksorte wird eine „American Blend“ Mischung verwendet.

## Varianten
Die Zigarette wird in zahlreichen Variationen angeboten, u. a. auch in der 100 mm langen Version.
| Variante      | Teer  | Nikotin | Kohlenmonoxid |
| ------------- | ----- | ------- | ------------- |
| Look Original | 10 mg | 0,9 mg  | 10 mg         |
| Look Gold     | 8 mg  | 0,7 mg  | 8 mg          |
| Look Silver   | 6 mg  | 0,6 mg  | 6 mg          |
| Look Menthol  | 10 mg | 0,9 mg  | 10 mg         |